# XII edició de la Mostra de València
La XII edició de la Mostra de València, coneguda oficialment com a XII Mostra de València - Cinema del Mediterrani, va tenir lloc entre el 10 i el 18 d'octubre de 1991 a València.
Després de la victòria del Partido Popular a les eleccions municipals a l'ajuntament de València fou destituït tot l'equip directiu de la mostra i en fou nomenat director Lluís Fernández. José María Morera havia dimitit després que el regidor Vicent González Lizondo l'obligara a subtitular en castellà les pel·lícules que arribaven doblades en català.
Les projeccions es van fer a sales comercials d'Alacant, Castelló i València, mentre que es va desplegar una carpa a la Plaça de l'Ajuntament per a activitats paral·leles. Es van projectar un total de 118 pel·lícules, amb la particularitat que el 44 % no eren de països de la Mediterrània (26 dels Estats Units, 18 de la URSS, 4 britàniques i una neerlandesa): 13 a la secció oficial, 11 a la secció informativa, 11 a la secció especial, 17 de la retrospectiva de Bertrand Tavernier, 10 de la retrospectiva de Marcello Mastroianni, 8 de la retrospectiva de Jeanne Moreau, 14 del Cicle "Cine y Rock & Roll" (pel·lícules de 1965 a 1978, sobre Elvis Presley, The Platters, Grease, o Bill Haley and The Comets, presentada per Carlos Segarra), 11 sobre el Cinema Horror Gore (presentada per Alaska, 5 sobre Cinema i Drogodependència i 18 sobre el Cinema de la Perestroika. El cartell d'aquesta edició seria fet per Daniel Torres.
La gala d'obertura fou presentada al palau de la Música de València per Diego Braguinsky i Inka Martí, i s'hi va projectar, per motius polítics, El día que nací yo de Pedro Olea, qui hi va assistir amb Víctor Manuel (productor) i Isabel Pantoja (protagonista).
Així mateix, el mateix vicealcalde, Lizondo, va fer de traductor de l'estela invitada Catherine Deneuve, que entenia el castellà però no el parlava, i que va vore com l'edil no feia més que equivocar-se en el seu intent per traduir-la.
L'edició d'aquest any va estar marcada per la improvisació, el desordre, les absències i el rebuig gairebé unànime dels cercles culturals i cinematogràfics. Cap dels tres homenatjats (Mastroianni, Moreau i Tavernier) hi va voler anar. Cristina Marsillach, protagonista de Barocco de Claudio Sestieri, tampoc va assistir per la publicació d'unes fotos seves nua, ni Francesca Dellera per desavinences amb Marco Ferreri i la FIPRESCI es va retirar del jurat internacional.

## Pel·lícules exhibides

### Secció oficial
- El loab mas el Kobar de Cherif Hamed
- Como levantar mil kilos d'Antonio Hernández
- La Révolte des enfants de Gérard Poitou-Weber
- Mima de Philomène Esposito
- Isyhes meres tou Avgoustou de Pantelis Vulgaris
- Gmar Gavi'a d'Eran Riklis
- Per quel viaggio in Sicilia  d'Egidio Termine
- Riflessi in un cielo scuro de Salvatore Maira
- Adelaide de Lucio Gaudino
- Chronique d'une vie normale de Saâd Chraïbi
- Rêves et silences d'Omar Al-Qattan
- Al-Tahaleb de Raymond Boutros
- Écrans de sable de Randa Chahal Sabbagh
- Berdel d'Atıf Yılmaz

### Secció informativa
- No me compliques la vida d'Ernesto del Río
- J'entends plus la guitare de Philippe Garrel
- Jacquot de Nantes d'Agnès Varda
- Le Banquet de Marco Ferreri
- Stanno tutti bene de Giuseppe Tornatore
- Mediterraneo de Gabriele Salvatores
- Barocco de Claudio Sestieri
- La carne de Marco Ferreri
- Americano rosso d'Alessandro D'Alatri
- Fábula em Veneza de Rui Goulart
- Le Collier perdu de la colombe de Nacer Khemir

### Secció especial
- Madonna: Truth or Dare d'Alek Keshishian

### Retrospectives
- Domenica d'agosto (1950) de Luciano Emmer
- Terza liceo (1954) de Luciano Emmer
- Basta! Ci faccio un film (1980) de Luciano Emmer
- Deprisa, deprisa (1981) de Carlos Saura ("Cine y drogodependencia")
- Dies perduts (1945) de Billy Wilder ("Cine y drogodependencia")
- Zombie Island Massacre (1984) de John Carter ("Horror gore")
- They Call Me Macho Woman! (1989) de Patrick G. Donahue ("Horror gore")

## Jurat
Fou nomenat president del jurat el director francès Philippe Faucon i la resta de membres foren el crític italià Vittorio Giacci, l'actor valencià Guillermo Montesinos, el compositor italià Mario Nascimbene, l'actriu i cantant egípcia Yousra, el director sirià Marwan Haddad i el director català Francesc Rovira Beleta, qui al final no hi va assistir.

## Premis
- Palmera d'Or (1.000.000 pessetes): Berdel d'Atıf Yılmaz [8][9]
- Palmera de Plata (600.000 pessetes): Gmar Gavi'a d'Eran Riklis
- Palmera de Bronze (400.000 pessetes): Per quel viaggio in Sicilia  d'Egidio Termine
- Premi Pierre Kast al millor guió: Cherif Hamed per El loab mas el Kobar
- Premi del Cercle d'Escriptors Cinematogràfics al millor guió: La Révolte des enfants de Gérard Poitou-Weber
- Menció a la millor interpretació: Françoise Fabian i Anna Kanakis per Riflessi in un cielo scuro de Salvatore Maira
- Menció a la millor pel·lícula: Rêves et silences d'Omar Al-Qattan
- Menció a la millor música- Premi FICC-Don Quijote: Michel Portal per Écrans de sable de Randa Chahal Sabbagh